# (34600) 2000 TY39
2000 TY39 (asteroide 34600) é um asteroide da cintura principal. Possui uma excentricidade de 0.08064020 e uma inclinação de 15.65962º.
Este asteroide foi descoberto no dia 1 de outubro de 2000 por LINEAR em Socorro.